# Kasrik, Şırnak
Kasrik là một thị trấn thuộc thành phố Şırnak, tỉnh Şırnak, Thổ Nhĩ Kỳ. Dân số thời điểm năm 2011 là 2.779 người.